# Heinrich Scheel
Heinrich Karl Scheel (Heinrihs Kārlis Šēls en letó) (Hamburg, 17 de maig de 1829 - Riga, 13 d'abril de 1909) va ser un arquitecte germanobàltic que va viure i treballar a Riga. És considerat un dels arquitectes més importants del segle xix a Riga, on va dissenyar més de quaranta edificis públics.

## Biografia
Scheel va néixer el 17 de maig de 1829. El 1847 va començar a estudiar a l'Acadèmia Imperial de les Arts de Sant Petersburg i el 1851, després de graduar-se, va convertir-se en deixeble de l'arquitecte i professor universitari Ludwig Bohnstedt. El 1853 va supervisar la construcció del Gran Gremi (de l'arquitecte K. Bejne). Entre 1860 i 1862, juntament amb F. Hess va supervisar la construcció de l'Òpera Nacional de Letònia (de l'arquitecte L. Bohnstedt). El 1862 va esdevenir professor de l'Acadèmia Imperial de les Arts de Sant Petersburg, tot i que va mantenir el seu estudi a Riga.
En la segona meitat del segle xix, Henrich Scheel va dissenyar edificis a Riga, Ventspils i també a Estònia. També va restaurar diverses cambres del Palau de Jelgava. El 1899 juntament amb Friedrich Scheefel va crear el seu propi estudi Scheel & Scheefel, que va esdevenir pioner en el disseny d'edificis d'Art Noveau a Riga.
Va morir el 13 d'abril de 1909 a Riga. Va ser enterrat al Gran Cementiri.

## Estil
Heinrich Scheel va treballar fonamentalment amb un estil eclèctic, i molts edificis foren dissenyats amb formes neoclàssiques però també utilitzava el neogòtic o una mescla de tots dos. A principi del segle xx va ser un dels primers arquitectes a utilitzar l'estil Art Nouveau.

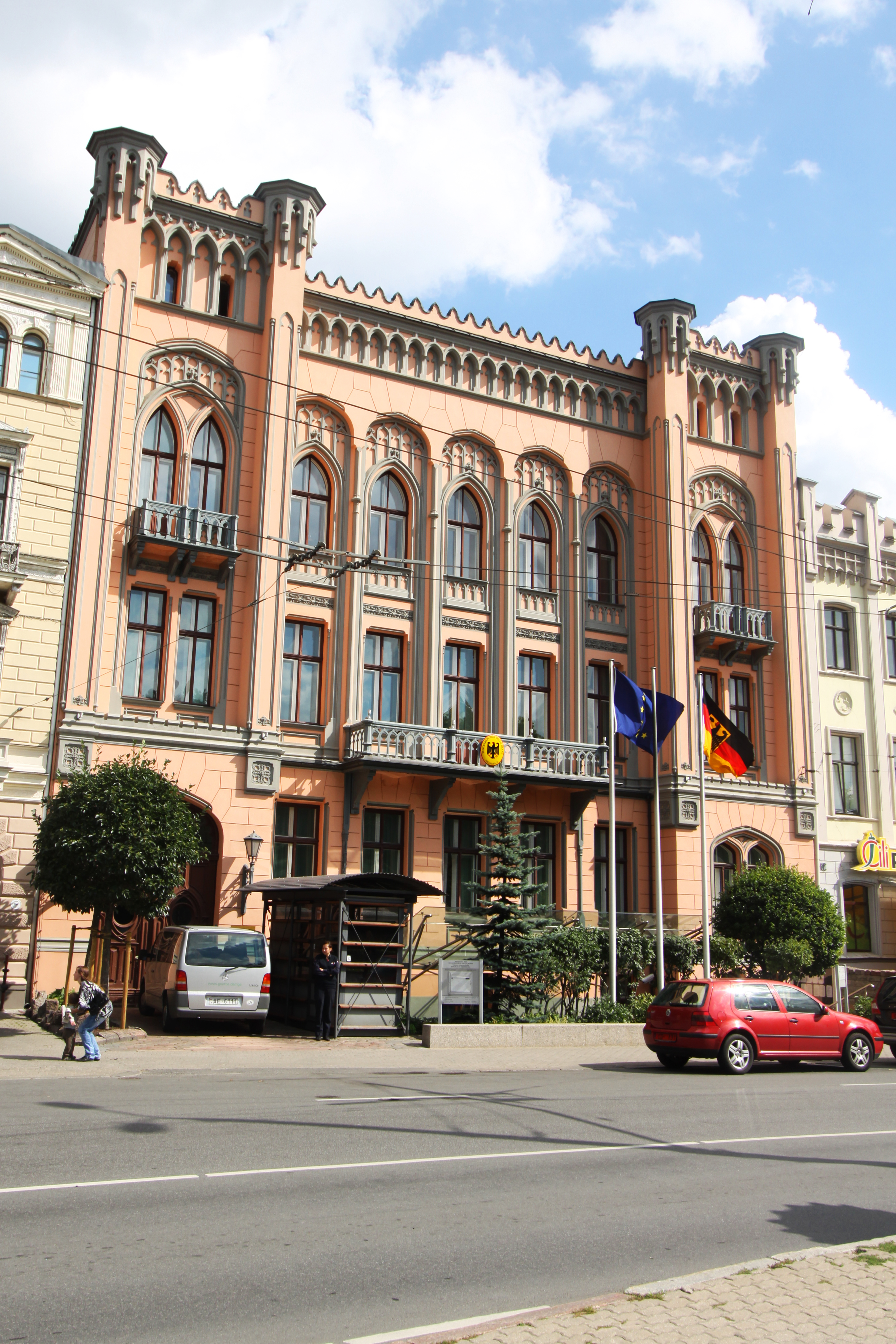
Edifici de l'ambaixada alemanya a Riga
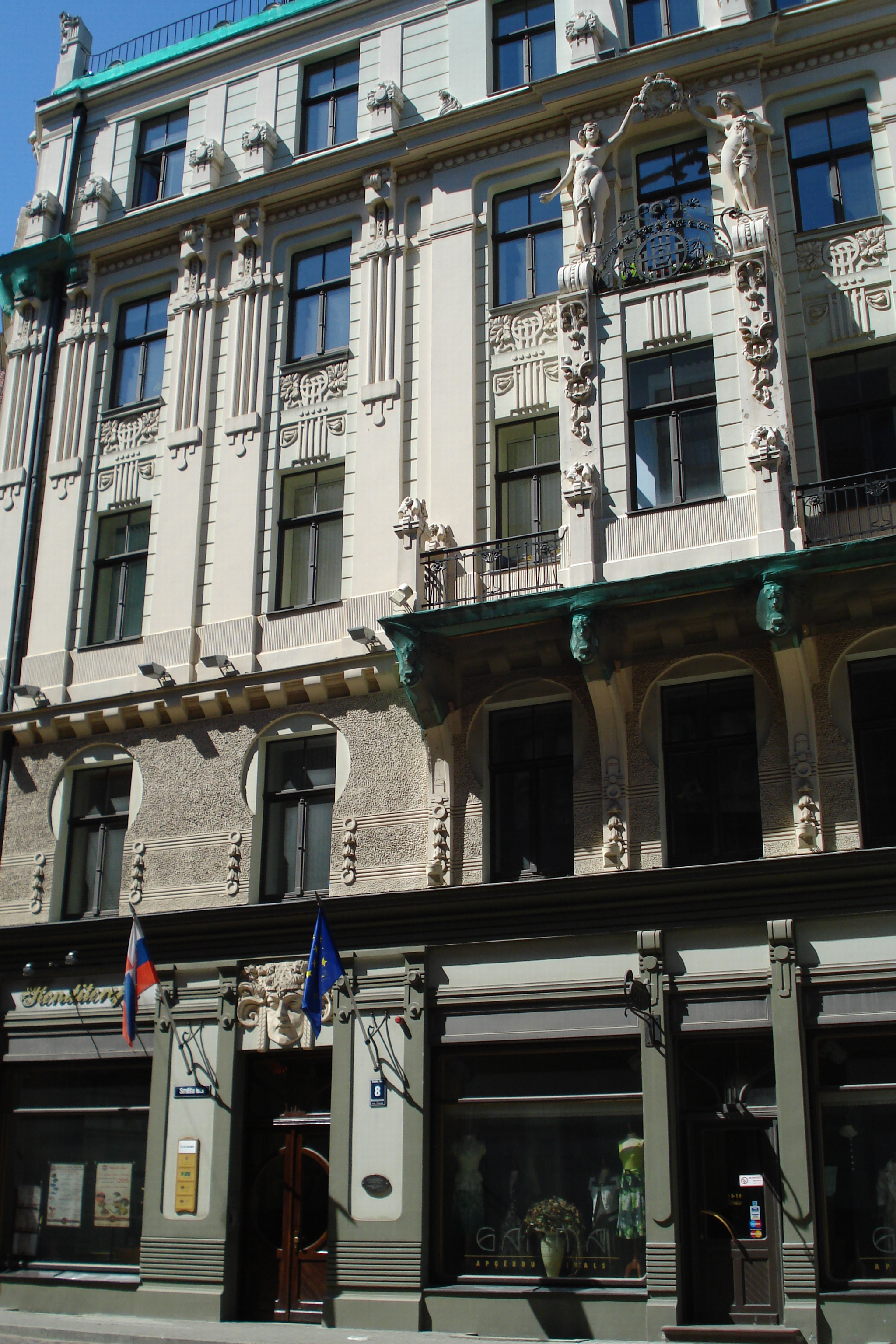
Edifici de l'ambaixada d'Eslovàquia a Riga
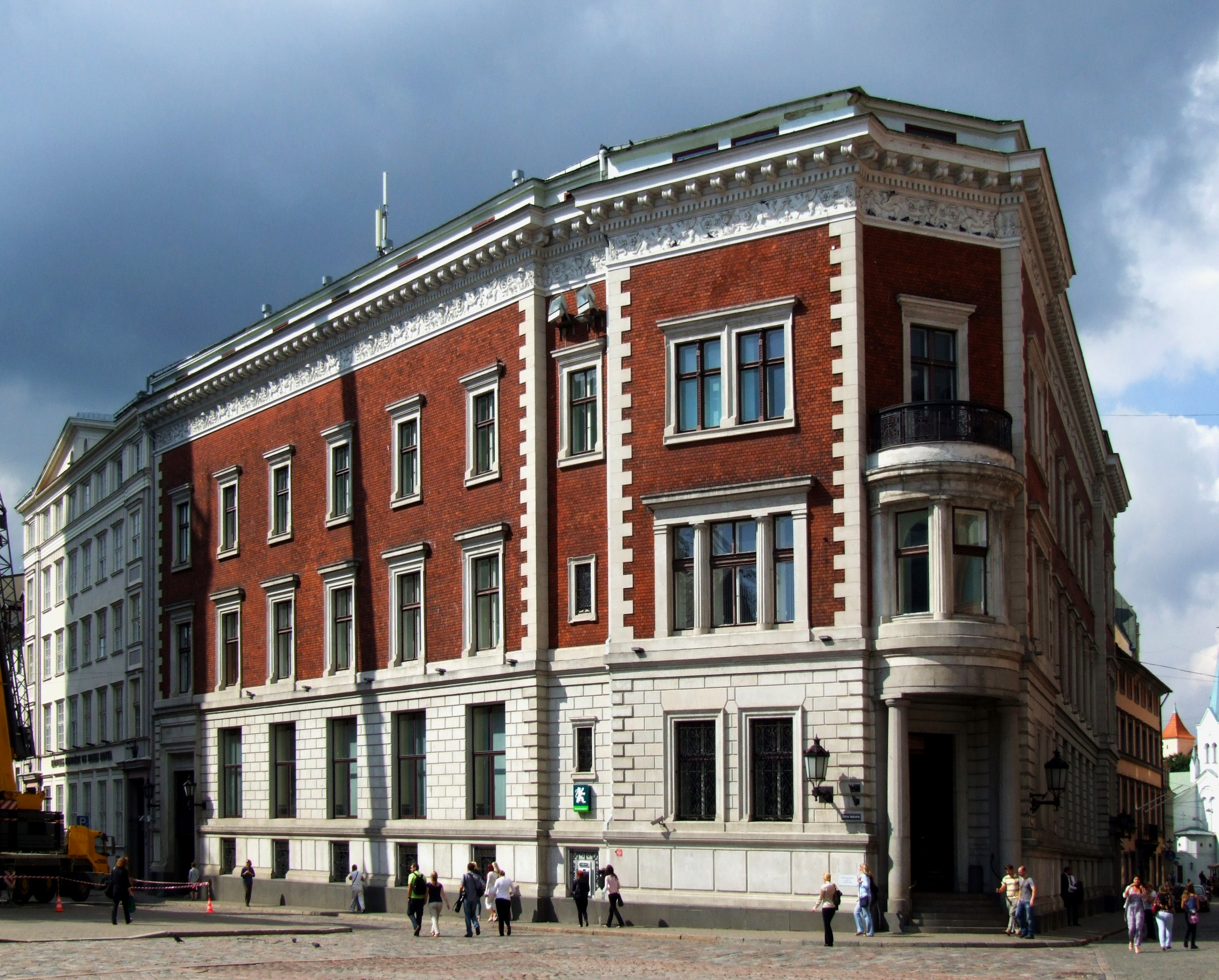
Edifici a la Plaça de la Cúpula a Riga